# Opération Sunstar
L'opération Sunstar est un raid de la Seconde Guerre mondiale sur Houlgate en Normandie, en France, dans la nuit du 22 au 23 novembre 1941.

## Déroulement
Les commandos britanniques du Commando no 9 prennent part au raid dont l'objectif est la batterie de Tournebride sur la Butte de Houlgate. Quatre-vingt-dix hommes du Commando n°9 traversent la Manche à bord du HMS Prince Leopold et débarquent au pied des Vaches Noires. Le navire transporte également quatre péniches de débarquement d'assaut qui sont utilisées pour le débarquement, quatre canonnières à moteur sont utilisées pour assurer la couverture.
L'opération se heurte à plusieurs difficultés. Au début, il n'y a aucun signe d'Allemands, mais bientôt la zone est éclairée par des fusées éclairantes et des projecteurs. Des camions approchant, les commandos toujours sur la plage nagent après avoir échangé des signaux de torche avec l'équipe de couverture. Les mitrailleurs des péniches retiennent leur tir pour ne pas révéler leur position. Pendant ce temps, un autre groupe de commandos se rend dans une ferme et est informé de l'arrivée imminente d'une patrouille à vélo allemande composée de deux hommes. Les commandos tendent une corde sur la route pour renverser les Allemands, mais à peine l'ont ils fait qu'un bombardier en piqué Junkers Ju 87 attaque les péniches en attente.
Le soldat J. Davidson, un mitrailleur Bren sur l'une des péniches, découvre que sa péniche est à moitié pleine d'eau et qu'il n'y a plus qu'un seul moteur en fonctionnement. Malgré cela, alors que le bombardier en piqué effectue une deuxième attaque de mitraillage, Davidson réussit à lancer deux rafales dans l'avion.
Les commandos n'ont pas réussi à détruire la batterie ni à faire de prisonniers mais ils ont obtenu des documents et d'autres informations,.